# Naya Rivera
Naya Marie Rivera, född 12 januari 1987 i Santa Clarita, Kalifornien, död 8 juli 2020 i Lake Piru i Los Padres National Forest nära Fillmore i Kalifornien, var en amerikansk skådespelerska, sångerska och modell, mest känd för sin roll som cheerleadern Santana Lopez i TV-serien Glee.
Den 8 juli 2020 förklarades Rivera som saknad efter att hennes fyraårige son hittats ensam i hennes hyrda båt vid Lake Piru i Kalifornien. Efter fem dagars letande påträffades hennes kropp i sjön den 13 juli 2020.

## Biografi
Rivera växte upp i Valencia i Santa Clarita i Kalifornien och bodde i och omkring Los Angeles större delen av sitt liv. När hon var åtta eller nio månader gammal började hon representeras av samma talangagent som sin mor, som hade flyttat till Los Angeles för att satsa på en modellkarriär. Rivera började skriva låtar när hon var 15 år.

## Karriär
Som spädbarn medverkade Rivera i reklam för Kmart, men hennes första större skådespelarinsats var vid fyra års ålder när hon spelade rollen som Hillary Winston i den Eddie Murphy-producerade situationskomedin The Royal Family 1991. Mellan 1992 och 2002 hade hon mindre roller i:
- The Fresh Prince of Bel-Air
- Räkna med bråk
- Live Shot
- Baywatch
- Smart Guy
- House Blend
- Even Stevens
- The Master of Disguise

Under 2002 medverkade hon även i musikvideon för B2K:s låt "Why I Love You". Hon blev anlitad för en gästroll i The Bernie Mac Show under 2002, och återkom senare i ytterligare fem avsnitt. Hon var senare med i enstaka avsnitt av 8 Simple Rules och CSI: Miami.

### Glee
År 2009 fick Rivera rollen som Santana Lopez i Fox:s musikalkomediserie Glee, en serie som handlar om ett antal gymnasieelever som är med i glee club. Riveras karaktär framstår som en kallhjärtad och ond cheerleader, men hon visar ofta sin mjukare sida för vännen och cheerleadern Brittany, spelad av Heather Morris. Brittany skulle senare komma att bli hennes flickvän och slutligen fru.
Rivera använde sig av sina egna upplevelser från gymnasiet för att förbereda sig för rollen. Hon tittade också på filmer som Mean Girls för inspiration till rollen. Hon beskrev Santana som "den typiska gymnasiecheerleadern, för det mesta," och förklarade: "Hon är väldigt elak och älskar killar. Hon är verkligen kvick så jag älskar att spela henne."
Hon porträtterade Santana som en "bad girl" som är riktigt sarkastisk på ett irriterande sätt. Rivera gillade det faktum att Santana är tävlingsinriktad och egensinnig som hon själv, men ogillade Santanas elaka sida.
Riviera provspelade för rollen eftersom hon älskade att sjunga, dansa och agera. Hon hade aldrig tidigare haft chansen att kombinera alla tre färdigheterna i ett projekt. Ett annat skäl var att hon var ett fan av Ryan Murphys tidigare Nip/Tuck.
Hon fann seriens hastighet utmanande, speciellt dansen, och kommenterade i juni 2009 att hennes mest minnesvärda ögonblick på Glee, var när de framförde Cheerios glee club provspelning: "I Say a Little Prayer". Santana spelade en mer framträdande roll i de sista nio avsnitten av Glees första säsong.

## Privatliv
Rivera var av puertoricansk, tysk och afroamerikansk härkomst. Hon ägnade sin tid åt olika välgörenhetsorganisationer, bland annat GLAAD, The Trevor Project, Stand Up to Cancer, The Elephant Project och The Sunshine Foundation. Hon var nära vän med Glee-kollegorna Dianna Agron, Kevin McHale och Heather Morris. Hon var även förlovad med rapparen Big Sean, men paret gjorde slut i april 2014. Åren 2014–2018 var hon gift med Ryan Dorsey och fick en son med honom.

## Diskografi
- Sorry (feat. Big Sean) [singel, 2013][8]

## Filmografi
| År        | Titel                       | Roll                | Övrigt                                                     |
| --------- | --------------------------- | ------------------- | ---------------------------------------------------------- |
| 1992–1993 | Räkna med bråk              | Gwendolyn           | 3 avsnitt                                                  |
| 1993      | The Fresh Prince of Bel-Air | Cindy               | 1 avsnitt                                                  |
| 1996      | Baywatch                    | Willa               | 1 avsnitt                                                  |
| 1997–1999 | Smart Guy                   | Kelly Tanya         | 2 avsnitt                                                  |
| 2002      | Even Stevens                | Charlene            | 1 avsnitt                                                  |
| 2002      | The Master of Disguise      | Captain America Kid |                                                            |
| 2002–2006 | The Bernie Mac Show         | Donna               | 6 avsnitt                                                  |
| 2004      | 8 Simple Rules              | Nice Girl           | 1 avsnitt                                                  |
| 2008      | CSI: Miami                  | Rachel Calvado      | 1 avsnitt                                                  |
| 2009–2015 | Glee                        | Santana Lopez       | Återkommande roll (säsong 1 och 6); huvudroll (säsong 2–5) |